# 金髮姑娘原則
金髮姑娘原則（英語：Goldilocks principle），又稱金髮女孩效應，來自英國作家羅伯特·騷塞（Robert Southey）的童話故事《三隻小熊》，講述一位名為Goldilock的金髮女孩進山採蘑菇，不小心闖進了熊屋，趁著熊爸爸、熊媽媽和熊小孩外出還沒有回來，金髮女孩盡享廚房裡各種美饌，然後舒適地躺在熊床上迷迷糊糊地睡著了，還做了一個美夢。被金髮姑娘霸佔的房子中，每個熊都有自己偏好的床、食物和椅子。金髮姑娘在偷食過三碗粥、偷坐過三把椅子、偷躺過三張床後，金髮姑娘覺得不太冷或不太熱的粥最好、不太大或不太小的床和椅子最舒適。直到有一日，三隻熊回來了，原來此間房子屬三隻熊所有，金髮女郎的幸福生活便一去不復返。
由于童话故事在不同文化中都很流行，所以“恰到好处”的概念很容易理解，并很容易应用于广泛的学科，包括发展心理学、生物学、天文学、经济学和工程学等。

## 應用

### 在認知科學和發展心理學
這裡是指——嬰兒處於開始認知世界的過程中，對於過於簡單的學習對象會忽視、對於過於複雜的對象也會忽視、只想竭力去玩弄·搞懂的有點複雜多變又沒有那麼多知識含量的東西 。如果特地把嬰兒放在某種“含有某些特化要素的成長環境中”、就能在以後的人生中塑造出有某種天分的小孩（例如讓小孩聽古典音樂、讓他亂彈鋼琴，但是不強迫教他複雜的音樂知識，這樣會自動把古典音樂的天份輸入腦中），從而把小孩改造成自己喜歡的理想樣子。另外也有對比的運用方法，刻意把一個簡單的事物、一個複雜的事物、和一個適中的事物放在嬰兒眼前，讓嬰兒“假性自由”選擇他喜歡的，但實際上是背後人為讓他做出這樣的選擇。

### 在天文学
這裡是指——適居帶和恒星的周邊才有外星生命的存在。地球殊異假說利用了這個原理的一部分，認為行星離恒星和銀河中心太近或者太遠、都無法達到像人類一樣的生命形態。在過熱或者過冷的場合甚至不會有生命出現 。整合和地球生存條件一樣的行星就叫做金髮姑娘行星。

### 在医学
這裡是指——抑制劑和興奮劑，這兩種性質都具備的藥物。例如：用抗精神病藥的阿立哌唑（Aripirazole）釋放在腦的中腦邊緣通路（Mesolimbic Pathway），能讓多巴胺D2受容体在急性精神病状態時讓生理活動亢奮；但是使用Mesocortical之類的讓多巴胺活動能力降低的藥物的時候，d2受容体的活動卻也依然亢奮。

### 在經濟學
這裡是指——經濟的高速增長、卻擁有比較低的通貨膨脹率，讓這一段時間維持得越長越好，才能最大化經濟效益。在這種時候，市場可能會採取溫和的金融政策。而金髮姑娘市場是指：在經濟繁榮中，消費的價格和市場自動產生的價格之間，消費的價格應該貼近平均值。這被大量運用在各種企業的行銷模式當中，因為經濟繁榮、所以有大量買家然後賣家自然會比較商品，雖然這個原理單獨存在的話看似和金髮姑娘原則無關，但是如果準有3個種類的商品，客戶就選擇不貴、又不便宜的，即使景氣好公司行號也會想節約成本、但是又不至於買到最差的。

### 在通信領域
這裡是指——把傳達消息的效果最全面化，但是同時又避免過度擴張和僱傭不必要的人員、購買不必要的設備。過多的通信和過少的通信都會引起收聽者的恐慌和效益不佳，導致即使傳達了正確的消息、這些負面情感也會被收聽著讀取，導致不客觀的解讀。

### 在數學領域
這裡是指——三次方程或者運算以上的多項式，但又不是一次運算。例如ƒ(x)=x³這就是符合金髮姑娘原則的算式。英文叫做"shelf area"。以最最嚴密的規定來說，是一次式的傾斜±15°，這樣是最完美比例的金髮姑娘。但是如果是非數學的算式，例如化學、物理，真完美比例會隨著條件的改變而改變。